# Andromacha opłakująca Hektora
Andromacha opłakująca Hektora lub Cierpienie Andromachy (franc. La Douleur et les Regrets d’Andromaque sur le corps d’Hector  son mari) – klasycystyczny obraz olejny francuskiego malarza Jacques’a-Louisa Davida. Obraz jest eksponowany w Luwrze, chociaż należy do École Nationale Supérieure des Beaux-Arts, która otrzymała go od wnuka malarza, Jules’a David-Chassagnolle’a w 1886.
Obraz przedstawia scenę z Iliady Homera, w której Andromacha, pocieszana przez syna Astyanaksa, opłakuje zmarłego męża Hektora, zabitego przez Achillesa. David zaprezentował obraz 23 sierpnia 1783; dzięki niemu dostał się do Królewskiej Akademii Malarstwa i Rzeźby w Paryżu w 1784.